# Monte Nuria
Monte Nuria è un rilievo dei monti del Cicolano che si trova nel Lazio, nella provincia di Rieti, tra i territori dei comuni di Antrodoco, Borgo Velino, Fiamignano e Petrella Salto, formando un vero e proprio gruppo montuoso.